# Coppa dei Campioni del Golfo 1988
La Coppa dei Campioni del Golfo 1988 (in arabo دوري أبطال الخليج للأندية) è stata la 6ª edizione della coppa a cui prendono parte 5 squadre da 5 federazioni provenienti da tutto il Golfo Persico.
La competizione è stata vinta dagli sauditi del Al-Ettifaq Club che si aggiudica la seconda edizione della coppa nella sua storia, dopo aver vinto la finale contro i kuwaitiani dell'Al-Kazma Kuwait e guadagna l'accesso alla fase a gironi del Campionato d'Asia per club 1988-1989.

## Classifica finale
| Team       | Pts | Pld | W | D | L | GF | GA | GD |
| ---------- | --- | --- | - | - | - | -- | -- | -- |
| Al-Ittifaq | 7   | 4   | 3 | 1 | 0 | 6  | 2  | +4 |
| Kazma SC   | 7   | 4   | 3 | 1 | 0 | 9  | 2  | +7 |
| Al-Sharjah | 4   | 4   | 2 | 0 | 2 | 6  | 5  | +1 |
| Al-Fanja1  | 2   | 4   | 1 | 0 | 3 | 3  | 8  | −5 |
| West Riffa | 0   | 4   | 0 | 0 | 4 | 1  | 8  | −7 |

## Risultati
Tutte le partite giocate negli Emirati Arabi Uniti.
| 25 marzo 1988 | Sharjah FC | 2–0 | West Riffa |
| 26 marzo 1988 | Al-Ittifaq | 1–0 | Al-Fanja   |
| 27 marzo 1988 | Kazma SC   | 2–0 | West Riffa |
| 28 marzo 1988 | Al-Ittifaq | 1–0 | Sharjah FC |
| 29 marzo 1988 | Kazma SC   | 3–1 | Al-Fanja   |
| 30 marzo 1988 | Al-Ittifaq | 3–1 | West Riffa |
| 31 marzo 1988 | Kazma SC   | 3–0 | Sharjah FC |
| 2 aprile 1988 | Al-Fanja   | 1–0 | West Riffa |
| 3 aprile 1988 | Al-Ittifaq | 1–1 | Kazma SC   |
| 4 aprile 1988 | Sharjah FC | 4–1 | Al-Fanja   |

Finale
| 5 aprile 1988 | Al-Ittifaq | 2–1 | Kazma SC |

1 Al-Fanja partecipa solo alla GCC 